# Marian Jaskuła (chemik)
Marian Józef Jaskuła (ur. 1948) – polski chemik, profesor nauk chemicznych.

## Życiorys
W 1971 ukończył studia chemiczne na Uniwersytecie Jagiellońskim, w 1979 obronił pracę doktorską, w 1992 habilitował się na podstawie pracy zatytułowanej Kupferraffinationselektrolyse bei hohen Stromdichten Moglichkeiten und Grenzen. W 2011 uzyskał tytuł profesora nauk chemicznych. Pracował na Uniwersytecie Jagiellońskim.
Był sekretarzem generalnym w Societas Humboldtiana Polonorum.